# المنيزلة (السعودية)
المنيزلة تقع في بلدة سعودية في المنطقة الشرقية في المملكة العربية السعودية

## سبب التسمية
جاء في المعجم الجغرافي : المنيزلة تصغير منزلة من قرى الهفوف وأن سبب تسميتها يرجع إلى نزول حجاج دول الخليج فيها لأخذ قسطاً من الراحة ويراها أهل تلك الجهات أطيب قرى الأحساء هواءً ومن أحسنها موقعاً وتحيط بها النخيل من الجهة الشرقية. وذكر صاحب كتاب واحة الأحساء أن للبلدة سور يوجد به أربع بوابات وهي البوابة الشمالية والبوابة الجنوبية وبوابة حمد وبوابة جهام ويذكر أهالي المنيزلة القدماء إن المنيزلة لم يستطع أحد غزوها بسبب الحراسة المشددة وشجاعة أهلها فكل قبيلة عليها حراسة ليلة واحدة للبلدة .

## الموقع والحدود
تقع بلدة المنيزلة في الوسط بين مدينة الهفوف والقرى الشرقية وهي حلقة الوصل بينها. ولموقع المنيزلة أهمية كبيرة لكونها ملتقى طرق بين المدن والقرى الشرقية يحدها من الغرب مدينة الهفوف ومن الشرق العقار والمزاوي ومن الشمال المنصورة والشهارين ومن الجنوب قرية الفضول وبر الطرف .

## الآثار
ذكر صاحب كتاب واحة الأحساء أن قصر أجود بن زامل الجبري أبرز حكام الأحساء في( القرن العاشر) يوجد في قرية المنيزلة وهو قصر كبير المساحة (110 م في 80 م) والقصر مقسوم إلى قسمين بواسطة جدار سميك وهو مبني من الحجارة والطين وله مدخل مقنطر مغطي بقوالب جصية مزخرفة، وكمية الفخار الموجود في هذا القصر أكثر من أي كمية شوهدت في أي مكان في الأحساء، وقد جُمع عدد كبير من قعور أواني أثرية وفخارية كما عثر على كسره فخارية ملونة علماً بأنه لم يعثر على أي كسر فخارية ملونه في أي مكان في الأحساء. وكذلك وجدت عدة قطع نحاسية صغيرة، وجميعها متحللة بشكل سيئ وبعد تنظيفها اتضح على قطعة منها (نجمة داوود) مطابق لما وجد على بعض العملات البيزنطية.
كما عثر على سكين حديدية معقوفة وعدة أمواس معظمها من الزجاج الملون والبراق.
وذكر صاحب كتاب أعلام من الأحساء أن قصر أجود بن زامل موجود في بلدة المنيزلة حيث يعتقد أن المنيزلة كانت قاعدة الحكم لدولة بني جبر، وللأمير أجود خمسة أبناء هم:( مقرن ـ علي ـ محمد ـ سيف ـ زامل )ويوجد على بعد كيلو متر من القصر برج يسمى (برج الوجاج) حيث يعتقد أنه يستخدم لمراقبة وحراسة القصر من الغارات والهجمات الحربية
وذكر صاحب كتاب تاريخ هجر يوجد بالقرب من بلدة المنيزلة أثار قصر يدعى (قصر أجود بن زامل الجبري) الذي أنشأ ذلك القصر هناك لإحدى زوجاته حيث كان أهلها يقطنون تلك الناحية، كما أن من الأثار قرية أبو شافع وبها عين بو شافع، وكانت تسقي البساتين المجاورة للقرية، ، وغيرها من الأثار.

## العادات والتقاليد
لا زالت بلدة المنيزلة تحتفظ بعادات وتقاليد وقيم قديمة اعتاد عليها الناس منذ القدم ويعتزون بها وهي عادات حسنة .
ومن العادات التي اعتاد الناس عليها بعد صلاة العيد التجمع والدخول في عدد من المنازل ليباركون على أصحاب المنازل ثم يجلسون وقتاً قصيراً يتناولون فيه المرطبات من عصيرات وحلويات ومكسرات وهم خليط من الناس فيهم الشيخ الكبير والشاب والطفل .ومن العادات الأخرى القديمة (القرقيعان) ويقام في منتصف شهر رمضان من كل عام ويخرج فيه الأطفال وهم لابسون ثياباً جديدة يتجولون على بيوت البلدة يدعون لأصحاب هذه البيوت مقابل إعطائهم بعض الحلويات والمكسرات في صورة معبرة وجميلة .ومن العادات القديمة الحرف اليدوية التي ما زال قليل من الأهالي يعمل بها ويسوقها إلى يومنا هذا.

## الخدمات والمرافق
8 مدارس بنين وبنات (ابتدائي ـ متوسط ـ ثانوي)
مركز صحي للرعاية الصحية الأولية
وفرع شركة الكهرباء السعودية (سكيكو)
وروضة أطفال
ومركز للنشاط الاجتماعي (النادي)تابع لمركز التنمية الاجتماعية،
ومكتب فرع لجميعة الطرف الخيرية
وفروع بنكي الرياض والاهلي
وأكثر من 100 محلاً تجارياً (مقاولات، بقالات، خياط، نتافة، بوفيهات ...)
وتم حديثاً تدشين أرض مشروع إنشاء متنزة المنيزلة.